# Hostage (2002)
Hostage (engl. für „Geisel“) ist ein Teil der Kurzfilmreihe The Hire von John Woo, der im Auftrag von BMW im Jahr 2002 als Werbefilm entstand.

## Handlung
Ein ehemaliger Angestellter einer Burger-Kette, der sich von der Firma betrogen fühlt, entführt die Tochter des Geschäftsführers und fordert fünf Millionen Dollar Lösegeld. Der Driver soll ihm das Geld überreichen. Als er beim Übergabeort ankommt, bekommt er ein Handy vom Entführer, der sich kurz darauf das Leben nimmt. Über das Handy hält er Kontakt mit der Entführten, die in einem Kofferraum eingesperrt im Begriff ist, samt Auto im Wasser zu versinken. Der Driver arbeitet gegen die Zeit, um das Opfer zu retten, und fährt mit seinem BMW Z4 einige spektakuläre Stunts.

## Auszeichnungen
Los Angeles International Short Film Festival
- Bester Actionkurzfilm